# Panamská aféra

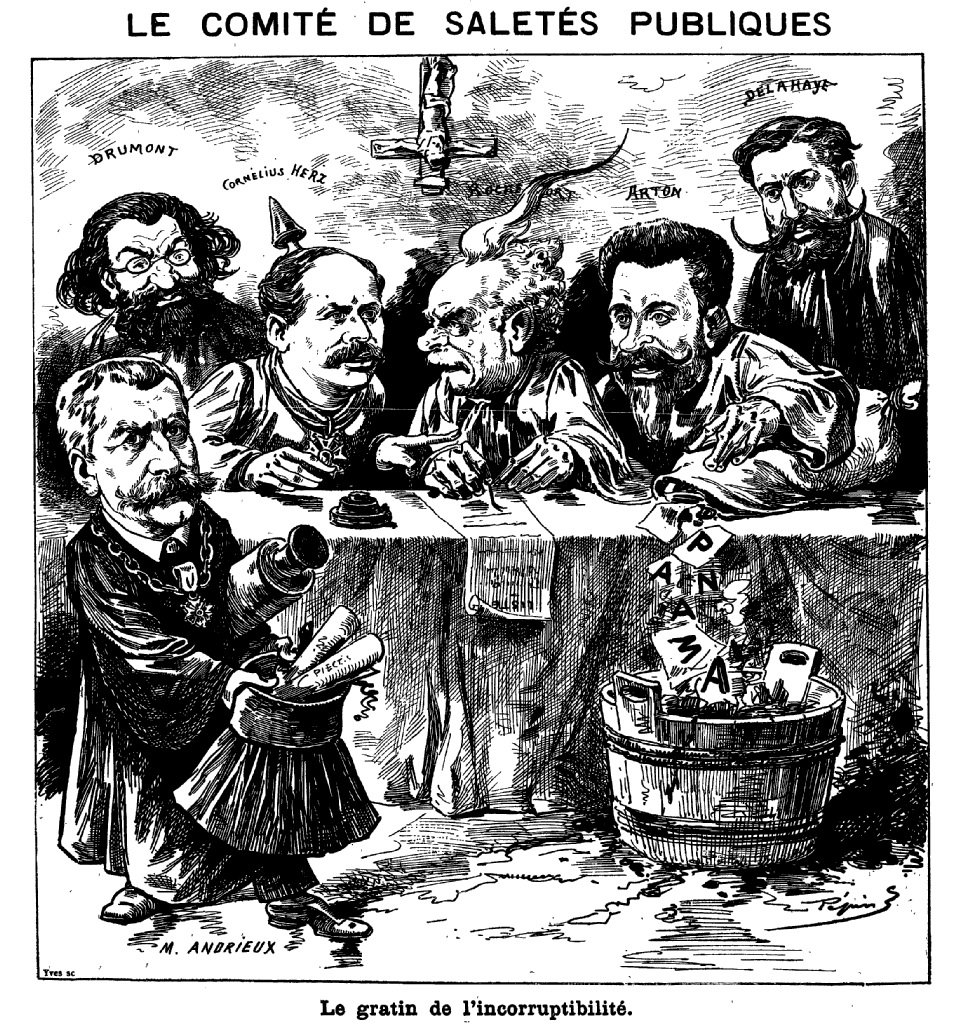
Dobová karikatura: Výbor pro veřejnou špínu (1893)

Panamská aféra byl rozsáhlý korupční skandál, který propukl na konci 19. století v období Třetí francouzské republiky.

## Historie
V roce 1879 byla založena francouzská akciová společnost Compagnie de Panama, která měla financovat výstavbu Panamského průplavu pod vedením inženýra Ferdinanda de Lessepse. Společnost musela v roce 1889 vyhlásit konkurs, načež se snažila vyřešit své finanční problémy prostřednictvím loterie. Kvůli jejímu povolení spolupodílníci Cornélius Herz a baron Jacquese de Reinach uplatili velké množství politiků a novinářů. Bankrot Compagnie de Panama byl přesto nevyhnutelný. Francouzská vláda zprvu před akcionáři tajila ztráty, což po propuknutí skandálu vedlo k její prudké ztrátě důvěry.
Vláda premiéra Émila Loubeta padla v roce 1892 a vláda Alexandra Ribota v roce 1893. Do skandálu byl zapletený také pozdější ministerský předseda Georges Clemenceau, který musel přerušit svou politickou kariéru.
Do aféry byli zapojeni také někteří židovští finančníci (Cornélius Herz, Jacques de Reinach, Émile Arton, Louis Andrieux), což ve Francii prohloubilo antisemitismus.
Republiku jako takovou však nemohl skandál politicky destabilizovat, mj. také proto, že pozornost veřejnosti se krátce poté obrátila ke Dreyfusově aféře.